# Landelijk Meetnet effecten Mestbeleid

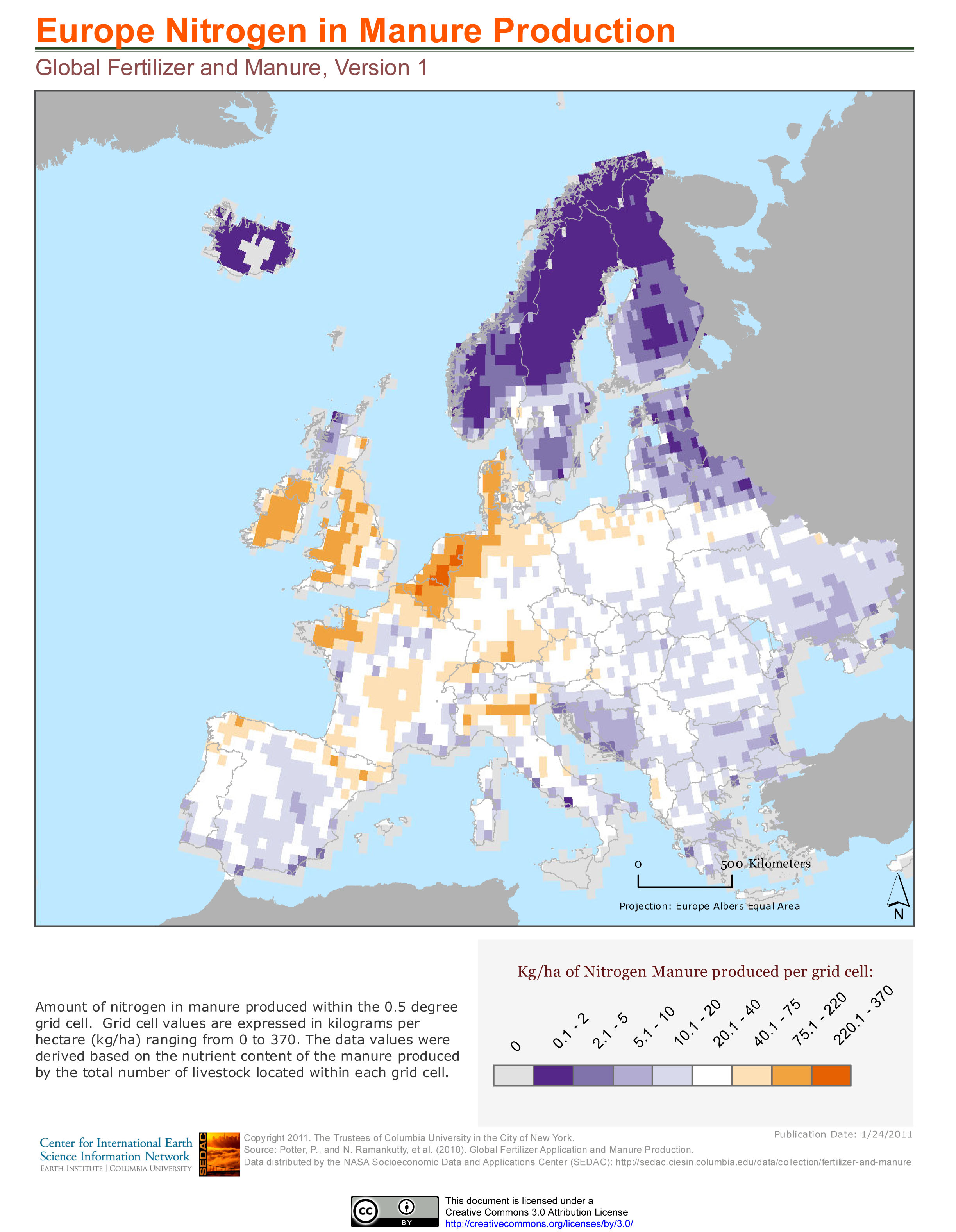
Kaart van de productie van stikstof door de aanmaak van dierlijke mest in Europa (2011).

Het Landelijk Meetnet effecten Mestbeleid (LMM) is een Nederlands meetnet dat de waterkwaliteit bij 450 agrarische bedrijven meet. Door het gebruik van meststoffen kan milieuschade optreden zoals eutrofiëring. Het meetnet is opgezet in 1992 door het Rijksinstituut voor Volksgezondheid en Milieu en Wageningen Economic Research in opdracht van het Ministerie van Landbouw, Natuur en Voedselkwaliteit.
De metingen volgen uit verplichtingen uit de Meststoffenwet en de Nitraatrichtlijn. Door de metingen is derogatie mogelijk, waardoor het voor Nederland is toegestaan meer dierlijke mest te gebruiken dan de Europese norm. Voorwaarden naast de metingen zijn onder meer het gebruik van grasland. De meetresultaten van de landbouwbedrijven zijn vertrouwelijk.
De waterkwaliteit wordt onderzocht door de bemonstering van de bovenste meter van het grondwater, van het drainagewater, bodemvocht, greppel- en slootwater. Voor de metingen is Nederland opgedeeld in regio's op basis van de grondsoort: zand, klei, veen en löss. In 2003 is het meetnet herzien toen bleek dat Nederland de nitraatrichtlijn overtrad. Doordat voldaan moet worden aan de ntriaatrichtlijn en de derogatiebeschikking is er in het LMM sinds 2007 sprake van een basismeetnet en het derogatiemeetnet. De bemonstering van het grondwater vindt plaats met een grondboor via de openboorgatmethode.